# クエフォン県
クエフォン県（クエフォンけん、ベトナム語：Huyện Quế Phong / 縣桂峰? ）は、ベトナム社会主義共和国ゲアン省の県。面積は1890.32 km²、人口は75,280人（2018年）である。

## 行政区画
1市鎮12社を管轄する。